# Ошейниковый белогалстучник
Ошейниковый белогалстучник, или пакистанская рыба-бабочка (лат. Chaetodon collare) — вид морских лучепёрых рыб из семейства щетинозубых.

## Описание
Длина 15-18 см. Тело высокое, короткое, сильно сжатое с боков (особенно сверху и сзади). Голова маленькая, сжатая по бокам. Хвостовой стебель короткий. Рот маленький, конечный. Челюсть с гибкими, тонкими, длинными, щетинковидными зубами. Предкрышечная кость гладкая. Жаберные отверстия узкие. Голова практически целиком покрыта чешуей. Туловище покрыто ктеноидной чешуей. Боковая линия изогнута в виде дуги и проходит высоко параллельно спине. Спинной плавник сплошной, без выемки. Колючие лучи в спинном плавнике примерно одинаковой высоты. Хвостовой плавник веерообразный. В спинном плавнике 12 колючих лучей. Вертикальная полоса чёрного цвета проходит через глаз. Впереди и позади неё есть по светлой белой полосе. На теле имеется большое количество продольных пунктирных линий, образованных темными пятнами. По краю спинного плавника, на хвостовом плавнике, мягкой части анального плавника проходит тёмная полоска.

## Биология
Морской теплолюбивый вид. Ведут одиночный образ жизни, не образуя стай. Держатся среди коралловых рифов и скалистых обнажений на глубине от 3 до 15 м. Питается коралловыми полипами.

## Ареал
Широко распространены в Индо-Тихоокеанской области: от Персидского залива и Мальдивских островов до Японии, Филиппин и Индонезии.